# Quận Pickaway, Ohio
Quận Pickaway là một quận thuộc tiểu bang Ohio, Hoa Kỳ. Quận lỵ đóng ở Circleville, Ohio6. 
Dân số theo điều tra năm 2010 của Cục điều tra dân số Hoa Kỳ là 55698 người.

## Địa lý
Theo Cục điều tra dân số Hoa Kỳ, quận này có diện tích 1310 km2, trong đó có 13 km2 là diện tích mặt nước.